# Gymnarchus niloticus
 Gymnarchus niloticus , comúnmente conocido como el aba, aba aba, pez navaja africano, es un  pez eléctrico, y la única especie en la familia Gymnarchidae en el orden de Osteoglossiformes. Se encuentra exclusivamente en los pantanos y cerca de los bordes de vegetación en el Nilo, Turkana, Chad, Niger, Volta, Senegal y cuenca de Gambia.

## Descripción y biología
G. niloticus tiene un cuerpo largo y esbelto, sin aleta caudal, pélvica o anal. La aleta dorsal es alargada,  recorre la parte posterior del pez hacia el lomo, sin aleta de cola, y es la fuente principal de propulsión. Crece hasta 1.6 m. de longitud y 19 kg. de peso.

G. niloticuses nocturno y tiene una mala visión. En cambio, navega y busca peces más pequeños mediante un campo eléctrico débil similar a la de los asociados peces elefantes. También como los peces elefantes, posee un cerebro inusualmente grandes, que se cree que ayuda a interpretar las señales eléctricas. Puede cargarse negativamente de la cola a la cabeza. Esto produce un campo eléctrico simétrico alrededor de su cuerpo. Los objetos cercanos distorsionan este campo eléctrico, lo que puede ser detectado a través de la piel y le permite detectar esos objetos.
El g. niloticus es ovíparo, pone sus huevos en nidos flotantes de hasta un metro de diámetro. Los adultos cuidan de los jóvenes después de la eclosión.